# Rudna (Neder-Silezië)
Rudna (Duits: Raudten) is een dorp in het Poolse woiwodschap Neder-Silezië, in het district Lubiński. De plaats maakt deel uit van de gemeente Rudna.

## Verkeer en vervoer
- Station Rudna Miasto